# XLIV Krajowy Festiwal Piosenki Polskiej w Opolu
XLIV Krajowy Festiwal Piosenki Polskiej w Opolu – 44. edycja odbyła się w dniach 15-17 czerwca 2007 roku.

## Laureaci

### Premiery
1. Patrycja Markowska – Świat się pomylił (muz. Filip Siejka, sł. Patrycja Markowska) [miejsce 1 w głosowaniu widzów]
2. Bracia – Jeszcze raz (miejsce 2 w głosowaniu widzów)
3. Maciej Silski – Póki jesteś (miejsce 3 w głosowaniu widzów)
4. Big Stars – Słaba płeć
5. Ratatam – Dzień jak dzień
6. Marcin Rozynek – Pierwsze strony gazet
7. Sofa – Szkoda słów
8. Hania Stach – To nie tak miało być
9. Mario Szaban – Jak natchnieni
10. Mietek Szcześniak – Bajka, że to ja
11. Doda - Katharsis

Koncert poprowadzili Artur Orzech i Tatiana Okupnik.
Podczas tego koncertu odbył się recital świętującego wówczas 25-lecie zespołu Lady Pank.
Laureaci zostali wybrani w głosowaniu SMS-owym przez telewidzów.

### Debiuty
W konkursie o nagrodę im. Anny Jantar konkurowało dwunastu uczestników, którzy zaśpiewali dawne opolskie przeboje. Laureat został wybrany w głosowaniu SMS-owym przez telewidzów.
Poza konkursem w koncercie wystąpili dawni opolscy debiutanci: Katarzyna Cerekwicka, Justyna Steczkowska i Mietek Szcześniak. Oprócz tego specjalnym gościem koncertu był laureat programu telewizyjnego Rodzina jak z nut. Koncert poprowadzili Łukasz Golec i Paweł Golec.
Lista wykonawców:
1. Pectus – „Noc komety” z repertuaru zespołu Budka Suflera i Felicjana Andrzejczaka
2. Giga Drum – „Myśmy byli sobie pisani” z repertuaru Andrzeja Zauchy
3. Wolny Band – „Bananowy song” z repertuaru zespołu Vox
4. Rafał Nosal – „Byłaś serca biciem” z repertuaru Andrzeja Zauchy
5. Koke – „Rękawiczki” z repertuaru Joanny Zagdańskiej
6. Kumka Olik – „Biała flaga” z repertuaru zespołu Republika
7. Big Fat Mama – „Jednego serca” z repertuaru Czesława Niemena
8. Cardamonn – „Mniej niż zero” z repertuaru zespołu Lady Pank
9. LabiRytm – „King Bruce Lee karate mistrz” z repertuaru Franka Kimono
10. Anna Józefina Lubieniecka – „Eli lama sabachtani” z repertuaru zespołu Wilki
11. Mateusz Rychlewski – „Droga pani z telewizji” z repertuaru zespołu Lombard
12. Marta Moszczyńska – „Jest taki samotny dom” z repertuaru zespołu Budka Suflera

### Superjedynki
Koncert poprowadzili Tomasz Kammel i Krzysztof „Kasa” Kasowski.
Laureaci:
Wokalistka rokuGosia Andrzejewicz
Wokalista rokuRobert Gawliński
Zespół rokuWilki
Przebój rokuThe Jet Set – Time to Party
TeledyskStachursky – Z każdym twym oddechem
Debiut rokuGosia Andrzejewicz
Płyta rokuRóżni wykonawcy – Psałterz wrześniowy
Płyta rockowaBohema – Santi Subito
Płyta hip-hop/R’n’BMezo, Tabb, Kasia Wilk – Eudaimonia
Płyta literackaGrzegorz Turnau – Historia pewnej podróży

## Inne nagrody
Kryształowy Kamerton za tekst i muzykęHania Stach – To nie tak miało być
Nagroda dziennikarzyPatrycja Markowska – Świat się pomylił
Nagroda fotoreporterówTatiana Okupnik

## Niebo z moich stron – Piosenki Seweryna Krajewskiego
W czasie 44. KFPP miał miejsce koncert pt. Niebo z moich stron poświęcony twórczości Seweryna Krajewskiego. Kompozytor nie pojawił się na tym koncercie, który poprowadził Andrzej Poniedzielski.
W pierwszej części wystąpili: 
1. Perfect – „Nie zadzieraj nosa”
2. Kasia Kowalska – „Płoną góry, płoną lasy"
3. Zbigniew Wodecki – „Uciekaj moje serce”
4. Małgorzata Ostrowska – „Czekam na twój przyjazd”
5. Andrzej Rybiński – „Słowo jedyne Ty”
6. Tatiana Okupnik – „Ludzkie gadanie” z repertuaru Maryli Rodowicz
7. Kwartet Rewelersów – „Tak bardzo się starałem”
8. Ania Dąbrowska – „Kiedy mnie już nie będzie” z repertuaru Edyty Geppert
9. Krzysztof Zalewski – „Ciągle pada”
10. Andrzej Piaseczny – „Szczęście jest blisko” z własnego repertuaru
11. Borys Szyc – „Wariatka tańczy” z repertuaru Katarzyny Groniec
12. Maryla Rodowicz – „Dziewczyna ze snu” i „Nie spoczniemy”

W drugiej części wystąpili:
1. Big Stars – „Niech żyje bal” z repertuaru Maryli Rodowicz
2. Tatiana Okupnik i Andrzej Piaseczny – „Wielka Miłość”
3. Wilki i Robert Gawliński – „Remedium” z repertuaru Maryli Rodowicz
4. Mieczysław Szcześniak – „Leżę pod gruszą” z repertuaru Maryli Rodowicz
5. Reni Jusis – „Baw mnie” z repertuaru Urszuli i Seweryna Krajewskiego
6. Andrzej Lampert – „Anna Maria”
7. grupa El Mariachi – „Takie ładne oczy”
8. Marcin Mroziński – „Czy słyszysz co mówię?”
9. Grupa Baletowa Agustina Egurroli – „Dozwolone od lat 18”
10. Krzysztof Kiljański – „Kołysanka dla okruszka” z repertuaru Maryli Rodowicz
11. Maciej Silski, Piotr Cugowski i Krzysztof Zalewski – „Anna M.”
12. Jerzy Połomski – „Niebo z moich stron”

W roli niemych komentatorów wystąpiła para mimów z Grupy Pantomimicznej MIMIKA, która zasiadała na widowni, pojawiając się na scenie w piosence finałowej.

## Dodatkowe informacje
Gwiazdą 44. KFPP był zespół Lady Pank, który w tym roku obchodził swoje 25-lecie. Zespół otrzymał swoją gwiazdę w Alei Gwiazd.